# Gerhard Regnéll
Otto Gerhard Regnéll, född den 19 juni 1915 i Lund, död där den 14 juni 2002, var en svensk geolog. Han var bror till Carl Göran och Hans Regnéll.
Regnéll disputerade 1945 vid Lunds universitet och blev 1956 professor i geologi där. Han var Lunds universitets prorektor från 1968. Han blev 1955 ledamot av Fysiografiska sällskapet i Lund och invaldes 1971 i Vetenskapsakademien. Han utsågs till ledamot av Kungliga Humanistiska Vetenskapssamfundet i Lund 1974.
Gerhard Regnéll är begravd på Östra kyrkogården i Lund.